# الاختلافات النصية في إنجيل متى
الاختلافات النصية في إنجيل متى ( بالإنجليزية: Textual variants in the Gospel of Matthew ) هي موضوع دراسة الاختلافات النصية في المخطوطات او ترجمات عندما يقوم الناسخ بإجراء تحريفات متعمدة أو غير مقصودة في مخطوطة على النص الذي يتم إعادة إنتاجه او ترجمته وترد في هذه المقالة أدناه قائمة مختصرة من المتغيرات النصية في هذا الكتاب بالذات

## الاختلافات النصية الموجودة

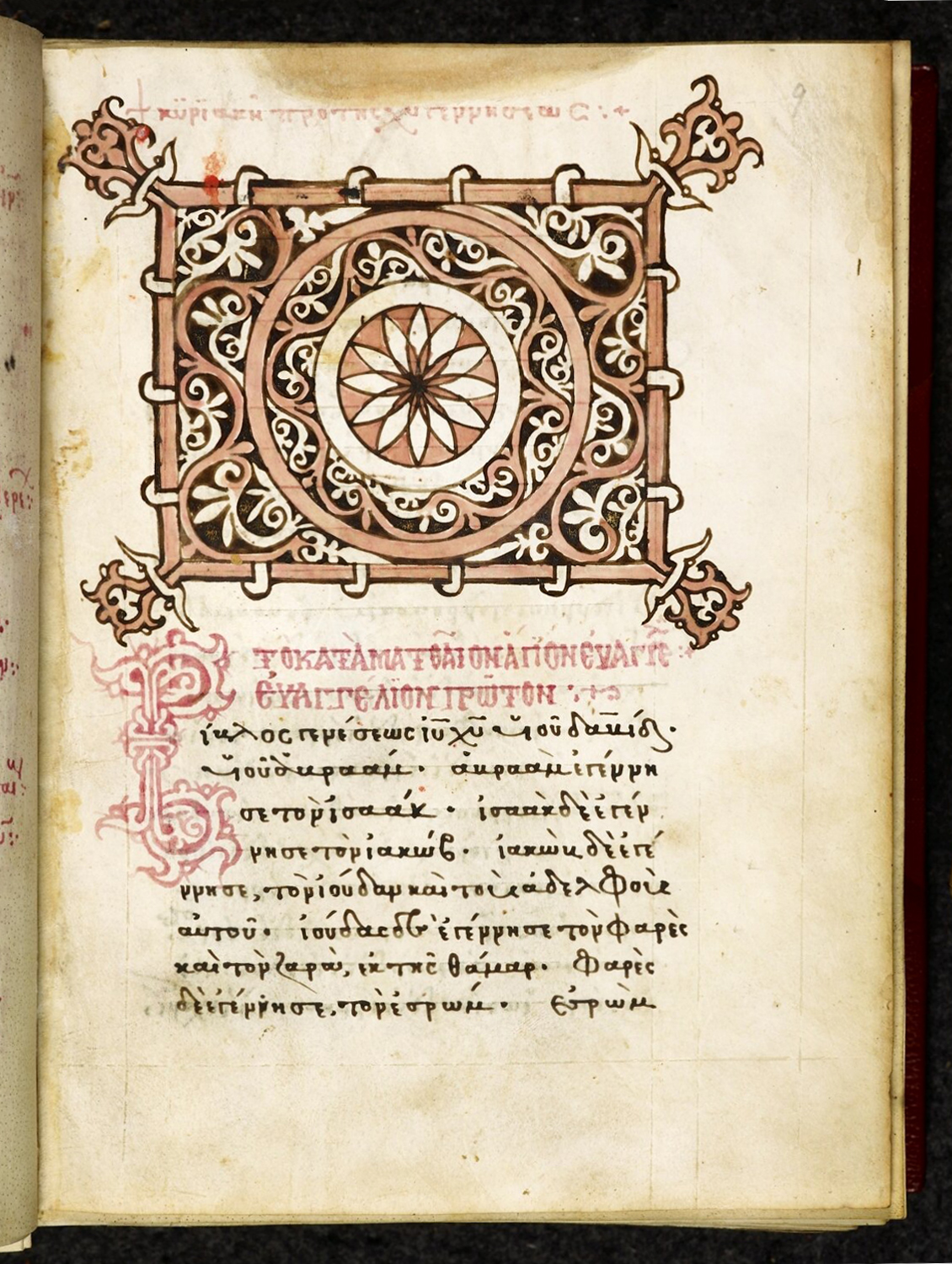
بداية إنجيل متى.

حوَت المخطوطات الكنسية أجزاء من الأناجيل، وكثيرًا ما تستخدم الأناجيل الضمائر عوضًا عن الأسماء، فمثلا لا يذكر فيها اسم يسوع لا بِاسمه "يسوع" ولا بلقه مثل "الرب" أو "المعلم"، إنما أُشِير إليه بالضمير "هو" وايضا كان الناسخ يستعيض عـن الضمائر بالأسماء، فمثلًا لو كان في الإنجيل: "وبينما كان يعلّم" يضيف الناسخ لمخطـوط القراءة الكنسيـة اسم يسوع، فيكتب "وبينما كان يسوع يعلم"
"وَفِيمَا هُمَا مُنْطَلِقَتَانِ لِتُخْبِرَا تَلاَمِيذَهُ إِذَا يَسُوعُ لاَقَاهُمَا وَقَالَ: «سَلاَمٌ لَكُمَا». فَتَقَدَّمَتَا وَأَمْسَكَتَا بِقَدَمَيْهِ وَسَجَدَتَا لَهُ." (متى 28: 9) التراجم العربية التي كتبت المقطع ''الفانديك'' 'الحياة' التراجم العربية التي حذفت ( لِتُخْبِرَا تَلاَمِيذَهُ) ''النسخة الارثوذكسية'' التي حذفت كامل النص ''البولسية'' ''المشتركة' الكاثوليكية'' ''المبسطة'' ''اليسوعية'' '' السارة'' في المخطوطات, غير موجودة في المخطوطات السينائية والفاتيكانية من القرن الرابع والمخطوطة بيزا من القرن الخامس وبعض مخطوطات الخط الصغير والقبطية والبشيتا والفلجاتا
فَقَالَ لَهُمَا: «أَمَّا كَأْسِي فَتَشْرَبَانِهَا وَبِالصِّبْغَةِ الَّتِي أَصْطَبِغُ بِهَا أَنَا تَصْطَبِغَانِ. وَأَمَّا الْجُلُوسُ عَنْ يَمِينِي وَعَنْ يَسَارِي فَلَيْسَ لِي أَنْ أُعْطِيَهُ إِلاَّ لِلَّذِينَ أُعِدَّ لَهُمْ مِنْ أَبِي». ( متى 20: 23 ) التراجم العربية التي كتبت المقطع ''الفانديك'' ''النسخة الارثوذكسية'' التراجم العربية التي حذفت المقطع ''الحياة' ''السارة'' ''اليسوعية'' ''البولسية'' ''الكاثوليكية'' ''المشتركة' ''المبسطة'' في المخطوطات غير موجودة في السينائية والفاتيكانية والفلجاتا من القرن الرابع
حِينَئِذٍ أَوْصَى تَلاَمِيذَهُ أَنْ لاَ يَقُولُوا لأَحَدٍ إِنَّهُ يَسُوعُ الْمَسِيحُ ( متى 16: 20 ) التراجم العربية التي كتبت المقطع ''الفانديك'' النسخة ''الارثوذكسية'' التراجم العربية التي حذفت المقطع ''الحياة' ''السارة'' ''اليسوعية' ''البولسية' '' الكاثوليكية'' ''المشتركة' ''المبسطة''المخطوطات التي حذفته الفاتيكانية وبعض مخطوطات الخط الكبير ومخطوطات الخط الصغير والبشيتا وبعض مخطوطات القبطي الصعيدي
"فَأَجَابَ يَسُوعُ وَقَالَ: «لَسْتُمَا تَعْلَمَانِ مَا تَطْلُبَانِ. أَتَسْتَطِيعَانِ أَنْ تَشْرَبَا الْكَأْسَ الَّتِي سَوْفَ أَشْرَبُهَا أَنَا، وَأَنْ تَصْطَبِغَا بِالصِّبْغَةِ الَّتِي أَصْطَبغُ بِهَا أَنَا؟» قَالاَ لَهُ: «نَسْتَطِيعُ»." ( متى 20: 22 ) غير موجودة في مخطوطات السينائية وفي مخطوطة بيزا ومخطوطات لاتيني كتير والفولجاتا والسريان الكوريتوني والسريان السينائي والقبطي الصعيدي والداتاسترون وكما اقتبس أمبروز وجيروم وأوغسطينوس النص الذي لا يحتوي على مقطع
"لأَنَّ هذَا هُوَ دَمِي الَّذِي لِلْعَهْدِ الْجَدِيدِ الَّذِي يُسْفَكُ مِنْ أَجْلِ كَثِيرِينَ لِمَغْفِرَةِ الْخَطَايَا." ( متى 26: 28 ) غير موجودة البردية 73 والسينائية والفاتيكانية 
"أَمَّا الْفَرِّيسِيُّونَ فَقَالُوا: «بِرَئِيسِ الشَّيَاطِينِ يُخْرِجُ الشَّيَاطِينَ!»" (متى 9: 34) النص بكامله غير موجود في مختلف انواع المخطوطات لاتينية، كمخطوطة بيزا وغير موجود واقدم مخطوطات السريانية
"وَأَمَّا أَنَا فَأَقُولُ لَكُمْ: إِنَّ كُلَّ مَنْ يَغْضَبُ عَلَى أَخِيهِ بَاطِلًا يَكُونُ مُسْتَوْجِبَ الْحُكْمِ، وَمَنْ قَالَ لأَخِيهِ: رَقَا، يَكُونُ مُسْتَوْجِبَ الْمَجْمَعِ، وَمَنْ قَالَ: يَا أَحْمَقُ، يَكُونُ مُسْتَوْجِبَ نَارِ جَهَنَّمَ." (متى 5: 22). التراجم العربية التي كتبت المقطع ''الفانديك'' التراجم العربية التي حذفت المقطع ''النسخة الارثوذكسية'' ''الحياة'' 'اليسوعية'' ''السارة'' ''المبسطة'' ''البولسية'' ''الكاثوليكية'' ''المشتركة'' في المخطوطات موجودة في مخطوطات السينائية ومخطوطات واشنطون من القرن الرابع ومخطوطة بيزا من القرن الخامس
"وَيْلٌ لَكُمْ أَيُّهَا الْكَتَبَةُ وَالْفَرِّيسِيُّونَ الْمُرَاؤُونَ! لأَنَّكُمْ تَأْكُلُونَ بُيُوتَ الأَرَامِلِ، ولِعِلَّةٍ تُطِيلُونَ صَلَوَاتِكُمْ. لِذلِكَ تَأْخُذُونَ دَيْنُونَةً أَعْظَمَ." (متى 23: 14) التراجم العربية التي كتبت النص ''الفانديك'' ''الحياة' ''البولسية'' ''السارة'' التي حذفت النص كليا ''النسخة الارثوذكسية'' ''المشتركة'' ''الكاثوليكية'' ''اليسوعية'' ''المبسطة'' في المخطوطات غير موجودة في مخطوطات السينائية والفاتيكانية ومخطوطات الاسكندريوبيزا ومخطوطات لاتينية كتيرا. والفولجاتا والسريان السينائي والقبطي الصعيدي
"لأَنَّ ابْنَ الإِنْسَانِ قَدْ جَاءَ لِكَيْ يُخَلِّصَ مَا قَدْ هَلَكَ." ( متى 18: 11) التراجم العربية التي كتبت النص ''الفانديك'' ''الحياة' ''البولسية'' ''المشتركة'' '' السارة'' ''النسخة الارثوذكسية'' التي حذفت النص كليا ''الكاثوليكية'' ''اليسوعية''المخطوطات غير موجود في مخطوطات السينائية والفاتيكانية وبعض مخطوطات اليوانانية القديمة ولاتينية وسريانية السينائية وقبطية صعيدية اقدم مخطوطات القبطية
هُوَذَا بَيْتُكُمْ يُتْرَكُ لَكُمْ خَرَابًا (متى 23: 38) المخطوطات التي لم تكتب خراب هي فقط المخطوطة الفاتيكانية وال وأيضا القبطي الصعيدي وترجمة سرياني, يقال ان سبب حذف ان نساخ ظنه انها اضافة توضحية فا ازله
(2 فَأَجَابَ: «إِذَا كَانَ الْمَسَاءُ قُلْتُمْ: صَحْوٌ لأَنَّ السَّمَاءَ مُحْمَرَّةٌ. 3 وَفِي الصَّبَاحِ: الْيَوْمَ شِتَاءٌ لأَنَّ السَّمَاءَ مُحْمَرَّةٌ بِعُبُوسَةٍ. يَا مُرَاؤُونَ! تَعْرِفُونَ أَنْ تُمَيِّزُوا وَجْهَ السَّمَاءِ وَأَمَّا عَلاَمَاتُ الأَزْمِنَةِ فَلاَ تَسْتَطِيعُونَ!) ( متى 3و16:2) في المخطوطات, غير موجودة في مخطوطات السينائية والفاتيكانية, يقال ان سبب حذف هو ان النساخ المصريين حذفوا العدد لانه لاينطبق علي طبيعة جو مصروغير موجود في السرياني السينائي النص السرياني الاقدم والقبطي الصعيدي واقتباس اوريجيانوس النص الذي لا يحتوي على المقطعين
" وَأَمَّا هَذَا ٱلْجِنْسُ فَلَا يَخْرُجُ إِلَّا بِٱلصَّلَاةِ وَٱلصَّوْمِ ( متى21:17 ) غير موجودة في مخطوطات السينائية والفاتيكانية وبعض اللاتيني والسرياني الكوريتوني والسرياني السينائي والسرياني الفلسطيني والقبطي الصعيدي
"فَاسْهَرُوا إِذًا لأَنَّكُمْ لاَ تَعْرِفُونَ الْيَوْمَ وَلاَ السَّاعَةَ الَّتِي يَأْتِي فِيهَا ابْنُ الإِنْسَانِ." (متى 25: 13) مقطع غير موجود في البردية 35 وغير موجود في مخطوطات السينائية  والاسكندرية والفاتيكانية والافرامية وبيزا وواشنطن ومخطوطات لاتيني والفولجاتا والقبطي الصعيدي والبحري  واغلبية مخطوطات السرياني واقتباس اوريجيانوس وأثناسيوس الأول وجيروم ويوحنا ذهبي الفم وأوغسطينوس النص الذي لا يحتوي على المقطع
هَكَذَا يَكُونُ الآخِرُونَ أَوَّلِينَ وَالأَوَّلُونَ آخِرِينَ لأَنَّ كَثِيرِينَ يُدْعَوْنَ وَقَلِيلِينَ يُنْتَخَبُونَ». ( متى 20: 16 ) مقطع غير موجود في السينائية واالفاتيكانية من القرن الرابع وبعض مخطوطات الخط الصغير والترجمه القبطية

### الاختلاف في محتوى النص
وَسُلَيْمَانُ وَلَدَ رَحَبْعَامَ. وَرَحَبْعَامُ وَلَدَ أَبِيَّا. وَأَبِيَّا وَلَدَ (اساف/آسَا) ( متى 1: 7 ) التي كتبت {اساف} هي بردية 1 ومخطوطات السينائية والفاتيكانية والافرايمية والصعيدي والبحيري
''وَإِنْ سَلَّمْتُمْ عَلَى إِخْوَتِكُمْ فَقَطْ فَأَيَّ فَضْلٍ تَصْنَعُونَ؟ أَلَيْسَ (الْعَشَّارُونَ/الوَثَنيُّونَ) أَيْضاً يَفْعَلُونَ هَكَذَا؟'' (متى 5: 47) التراجم العربية التي كتبت {العشارون} ''الفانديك'' ''النسخة الارثوذكسية'' ,التي كتبت {الوثنيون} ''الحياة' ''البولسية'' ''المشتركة' ''الكاثوليكية'' ''اليسوعية'' ''المبسطة'' '' السارة'' في المخطوطات التي كتبت {الوثنيون} هي السينائية والفاتيكانية وبيزا ومجموعة f1 وبعض المخطوطات للخط الصغير ومخطوطات الفلجاتا والقبطي والاثيوبية وبعض اللاتينية القديمة
''لِذَلِكَ أَقُولُ لَكُمْ: لاَ تَهْتَمُّوا لِحَيَاتِكُمْ بِمَا تَأْكُلُونَ وَبِمَا تَشْرَبُونَ وَلاَ (لأَجْسَادِكُمْ/ للجسد) بِمَا تَلْبَسُونَ. أَلَيْسَتِ الْحَيَاةُ أَفْضَلَ مِنَ الطَّعَامِ وَالْجَسَدُ أَفْضَلَ مِنَ اللِّبَاسِ؟'' (متى 6: 25) التراجم العربية التي كتبت { تَشْرَبُونَ} ''الفانديك'' ''الحياة' ''النسخة الارثوذكسية'' التي حذفت مقطع ''البولسية'' التي حذفت { تَشْرَبُونَ} وكتبت {جسد} ''اليسوعية'' ''السارة'' المخطوطات التي حذفت { تَشْرَبُونَ}, السينائية وقلة من اللاتيني والفلجاتا وبعض مخطوطات الصعيدي

### عدة اختلافات في ذات النص
وَكَانَ لَهُمْ حِينَئِذٍ أَسِيرٌ مَشْهُورٌ يُسَمَّى (يسوعُ/يشوع) بَارَابَاسَ ( متى 27: 16 ) التراجم العربية التي لم تكتب {يسوع} او {يشوع} ''الفانديك'' ''الحياة'' التي كتبت {يشوع} ''السارة'' ''المشتركة'' التي كتبت {يسوع} ''اليسوعية' ''الكاثوليكية'' المخطوطات التي كتبت {يسوع} السريان السينائي والارميني ومخطوطات جورجية بعد تعديله مرتين وبعض مخطوطات السريان الفلسطيني 
فَفِيمَا هُمْ مُجْتَمِعُونَ قَالَ لَهُمْ بِيلاَطُسُ: «مَنْ تُرِيدُونَ أَنْ أُطْلِقَ لَكُمْ؟ (يسوعُ/يشوع) بَارَابَاسَ أَمْ يَسُوعَ الَّذِي يُدْعَى الْمَسِيحَ؟ ( متى 27: 17 ) التراجم العربية التي لم تكتب {يسوع} او {يشوع} ''الفانديك'' ''الحياة'' التي كتبت {يشوع} ''السارة'' ''المشتركة'' التي كتبت {يسوع} ''اليسوعية' ''الكاثوليكية'' المخطوطات التي كتبت {يسوع} , بعض مخطوطات السريانية وذكر أوريجانوس انه وجد اسم يسوع باراباس في بعض مخطوطات قديمة من قرن الثاني ظهر فيها اسم "يسوع باراباس وذكر هذا ايضا أيرونيموس وذكر أوريجانوس ان هناك مخطوطات يونانية تقول يسوع باراباس تقول الموسوعة الأرثوذكسية : في بعض مخطوطات اليونانية المتأخرة. في مخطوطات إنجيل متى (27: 16-17) يُدعى "يسوع باراباس" (ص1 وبعض الآخرين). ويشير أوريجانوس إلى أن معظم المخطوطات في عصره (حوالي 240 م) كانت تحتوي على هذا الشكل من الاسم على وجه التحديد. من. حديث يدرك الباحثون أيضًا أن هذا الشكل الكامل للاسم "باراباس" هو الذي كان أساسيًا؛ وفي وقت لاحق تم استبداله بالكتبة بصيغة أقصر، حتى لا يتم ربط الاسم الشخصي ليسوع المسيح بـ V. ( Metzger B. Textual Comment). إلى العهد الجديد اليوناني، 1975. ص 67-68). وهكذا فإن إنجيل متى يقارن بين شخصين يحملان نفس الاسم - يسوع: يدعو بيلاطس الجمع إلى الاختيار بين يسوع، ابن أبا، ويسوع الذي يدعى المسيح ( أولبرايت، مان . متى. ص 343-). 344).